# Terremoto dell'Egeo del 2020
Il terremoto dell'Egeo del 2020 è stato un sisma di magnitudo 7,0 avvenuto il 30 ottobre 2020, con epicentro a circa 14 km a nord-est dell'isola di Samo, in Grecia. Molti edifici sono stati danneggiati o sono crollati a seguito del terremoto, con la Chiesa della Vergine Maria a Karlovasi, in Grecia, parzialmente crollata, mentre nella città di Smirne, in Turchia, pesantemente colpita dal terremoto, decine di edifici sono stati danneggiati o completamente crollati. I servizi di emergenza in entrambi i paesi sono entrati immediatamente in azione e i soccorsi sono proseguiti nella notte. In Grecia sono morte 2 persone e altre 19 hanno riportato ferite lievi; in Turchia sono morte 114 persone e circa 1 037 sono rimaste ferite.

## Terremoto
Il terremoto si è verificato a seguito di una fagliatura normale, a una profondità crostale di pochi chilometri all'interno della placca tettonica dell'Eurasia nel Mar Egeo orientale, a circa 250 km a nord del confine della placca principale più vicino, dove la placca africana si sposta a nord a una velocità di circa 10 mm all'anno rispetto all'Eurasia. Pertanto, questo terremoto è considerato un evento intraplacca a causa della sua posizione. A seguito del terremoto, la Turchia è stata colpita da 114 scosse di assestamento.

### Maremoto
Diversi post sui social media hanno mostrato l'acqua del mare che ha invaso le strade e i porti della regione dopo il terremoto, dopo agli allarmi di tsunami emessi per le isole di Icaria, Coo, Chio e Samo. Seferihisar è tra i luoghi colpiti dal maremoto, che ha causato 1 morto.

## Danni
Il ministro degli interni turco Süleyman Soylu ha dichiarato che almeno sei edifici sono stati distrutti a Smirne, mentre il sindaco della città Tunç Soyer ha avvicinato il numero di edifici distrutti a 20. Le autorità greche di Samo hanno riferito che gli edifici sono stati danneggiati in tutta l'isola, mentre a Karlovasi la chiesa è parzialmente crollata. È la prima volta dal terremoto del Mar Egeo del 2017 che ci sono morti legate al terremoto in Grecia. Molti edifici sono crollati nei distretti di Bayraklı e Bornova di Smirne.

## Vittime
Al 4 novembre, 2 persone sono morte e altre 19 ferite in Grecia, mentre in Turchia 114 persone sono morte e altre 1 037 sono rimaste ferite. Le 2 morti a Samo sono state dovute a un edificio danneggiato e parzialmente crollato poche ore dopo l'episodio principale.

## Operazioni di soccorso
Subito dopo il terremoto, il ministro della Salute turco Fahrettin Koca ha dichiarato che circa 40 ambulanze, 35 squadre di soccorso di emergenza e due elicotteri ambulanza erano arrivati sulla scena, mentre il ministero della Difesa nazionale turco ha dichiarato che uno dei suoi aerei era partito dalla base aerea di Etimesgut per il trasporto di squadre dell'AFAD e della gendarmeria nella regione. La Mezzaluna Rossa turca ha immediatamente schierato squadre da sei città per fornire cibo alle persone colpite dal terremoto. Più di 1 200 lavoratori sono stati coinvolti negli sforzi di salvataggio che hanno coinvolto almeno 13 edifici a Smirne, che sono proseguiti nella notte. Le autorità turche hanno dichiarato che 70 persone sono state salvate, mentre il governo locale aveva allestito tende per ospitare circa 2 000 persone durante la notte.